# Santa María del Campo Rus
Santa María del Campo Rus est une commune d'Espagne, dans la province de Cuenca, communauté autonome de Castille-La Manche.
Cette commune est connue du fait qu'elle fut le lieu de décès du poète castillan Jorge Manrique.